# تیویتسا
تیویتسا (به لاتین: Tywica) یک منطقهٔ مسکونی در لهستان است که در Gmina Banie واقع شده‌است.